# Kalininsk
Kalininsk – miasto w Rosji, w obwodzie saratowskim. W 2010 roku liczyło 16 441 mieszkańców.